# Amphelictus
Amphelictus is een kevergeslacht uit de familie van de boktorren (Cerambycidae). De wetenschappelijke naam van het geslacht werd voor het eerst geldig gepubliceerd in 1884 door Bates.

## Soorten
Amphelictus omvat de volgende soorten:
- Amphelictus aibussu Martins & Monné, 2005
- Amphelictus aielloae Eya & Chemsak, 2003
- Amphelictus astales Martins & Monné, 2005
- Amphelictus bicolor Chemsak & Linsley, 1964
- Amphelictus brevidens Chemsak & Linsley, 1964
- Amphelictus caliginosus Martins & Monné, 2005
- Amphelictus castaneus Chemsak & Linsley, 1964
- Amphelictus cribripennis Chemsak & Linsley, 1964
- Amphelictus curoei Eya & Chemsak, 2003
- Amphelictus fortunensis Eya & Chemsak, 2003
- Amphelictus fuscipennis Eya & Chemsak, 2003
- Amphelictus gilloglyi Eya & Chemsak, 2003
- Amphelictus hispidus Martins & Monné, 2005
- Amphelictus hovorei Eya & Chemsak, 2003
- Amphelictus melas Bates, 1884
- Amphelictus milleri Chemsak & Linsley, 1964
- Amphelictus panamensis Chemsak & Linsley, 1964
- Amphelictus parvipunctus Eya & Chemsak, 2003
- Amphelictus potiaiuba Martins & Monné, 2005
- Amphelictus rugiscapus Fuchs, 1976
- Amphelictus scabrosus Eya & Chemsak, 2003
- Amphelictus secus Martins & Monné, 2005